# 319 Leona
319 Leona eller A920 HE är en asteroid i huvudbältet, som upptäcktes den 8 oktober 1891 av den franske astronomen Auguste Charlois. Det är okänt vad eller vem asteroiden senare fick namn efter.
Den tillhör asteroidgruppen Cybele.
Leonas senaste periheliepassage skedde den 18 april 2017.[Uppdatering behövs] Dess rotationstid har beräknats till 9,6 timmar.